# Слов'янський (бізнес-центр)
Бізнес-центр "Слов'янський" (також відомий як Блакитний палац) — історична будівля в центрі Черкас, побудована на замовлення одного з найвідоміших у свій час підприємців Скорини за проектом архітектора Владислава Городецького в кінці XIX століття як готель "Слов'янський". Місце розташування: на розі вул. Хрещатик — О. Дашковича. Блакитний палац побудовано з елементами таких стилів, як класицизм і модернізм, а також має запозичення з будівель середньовічної близькосхідної архітектури.
Готель розміщувався на другому поверсі, а на першому були розміщені магазин годинників Зейгера та кондитерська «Константинополь». Після перевороту 1917 року радянська влада перейменувала готель у «Дніпро», а також організувала тут кав'ярню, приймальню нотаріуса і кілька держустанов. Надалі будівлю планувалося реставрувати, але в часи «перебудови» через нестачу коштів вона була зупинена. 
У різні часи будинок мав сіро-бежевий, а також жовтий колір, відповідно до кольору цегли, з якої був збудований . В радянські часи будівля була пофарбована в блакитний колір , через що отримала назву "Блакитний палац". Остаточно ця назва утвердилася після реставрації 1990-х рр..
Реставрація була проведена в період з 1994 по 1998 роки банком «Укрсоцбанк», що розміщувався в будівлі Блакитного палацу відділення Черкаське №1 АТ "Альфа-Банк".
З 2019 р. розроблявся проєкт реставрації палацу, оскільки будівля мала аварійний стан - тріщини на фундаменті, фасаді і колонах, пошкодження даху .Протягом 2022-2024 рр. тривала реконструкція палацу, яка передбачала відновлення фасаду та повернення йому історичного кольору - пісочного , а також відновлення кованих прикрас до балконів  шляхом цинкування . Роботи власним коштом здійснювала будівельна компанія “Надія” - власник історичної споруди  . Також палац перйменовано на бізнес-центр «Слов’янський» .

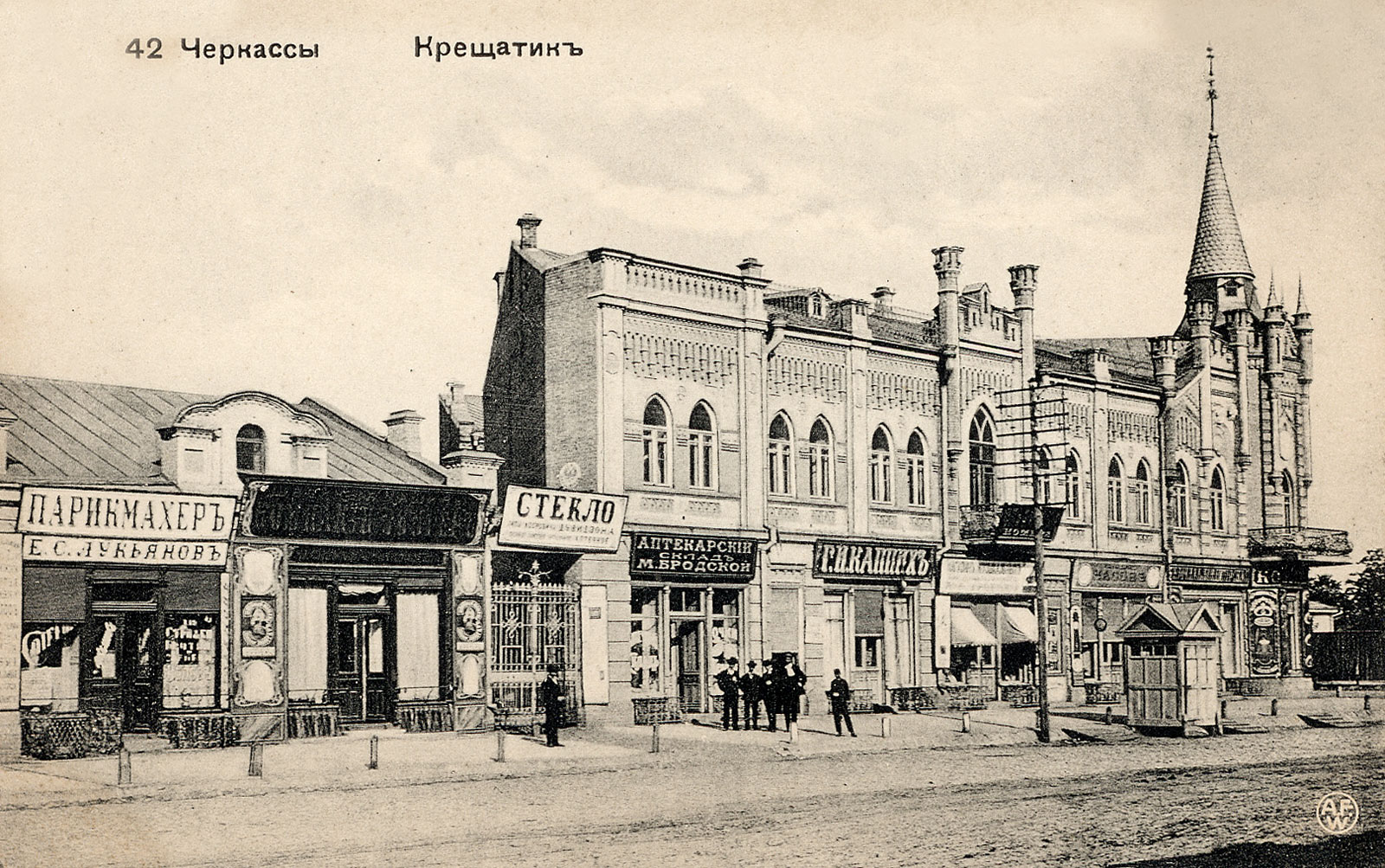
Вигляд з вулиці Хрещатик, 1910
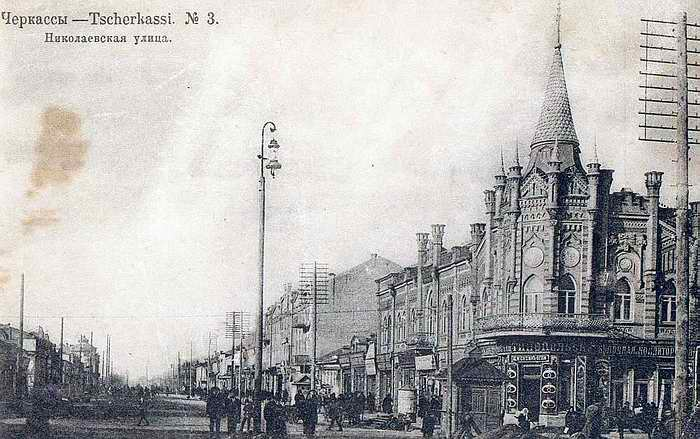
Вигляд з Миколаївської вулиці, 1910
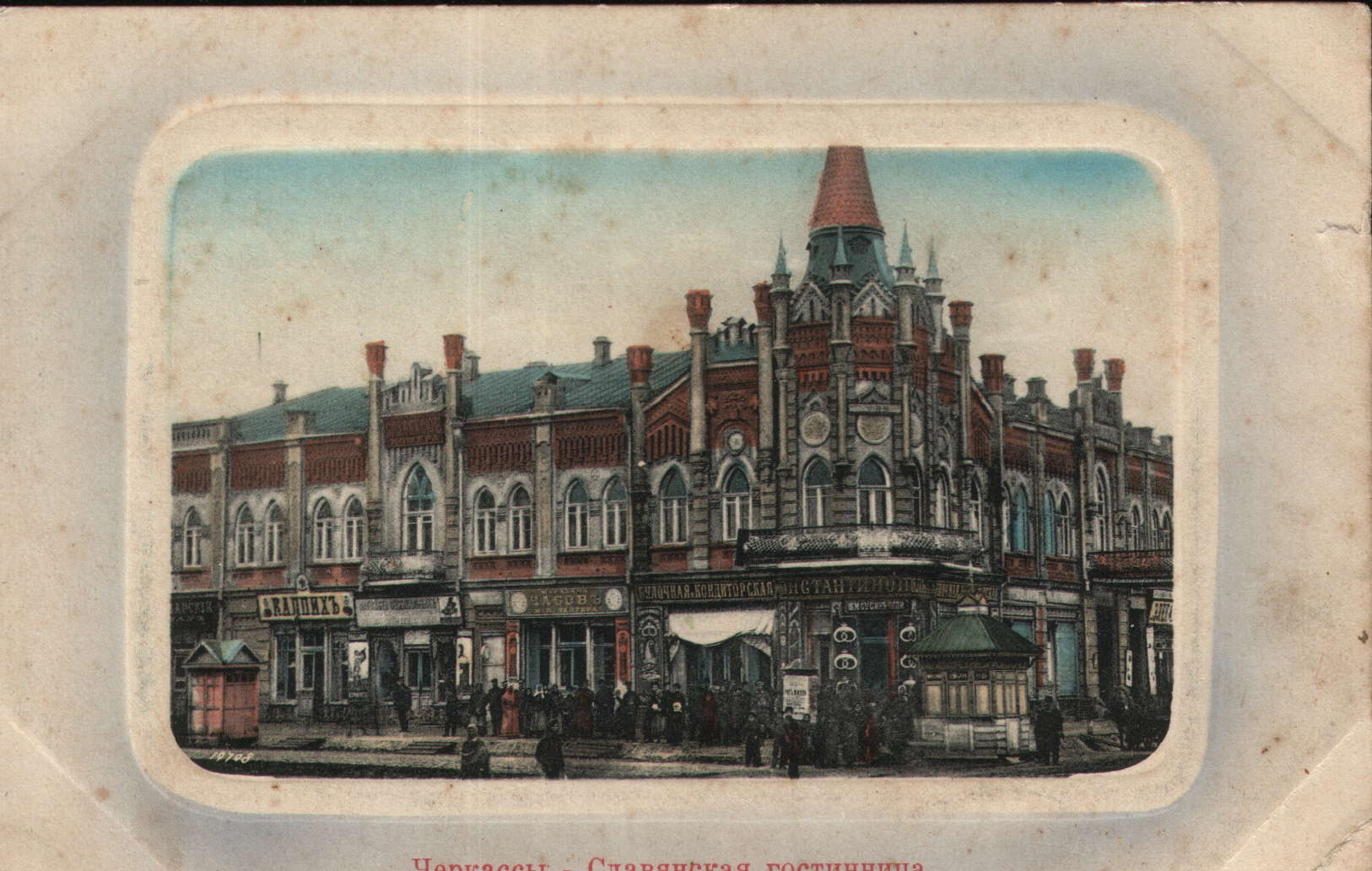
Поштова листівка початку 20 століття

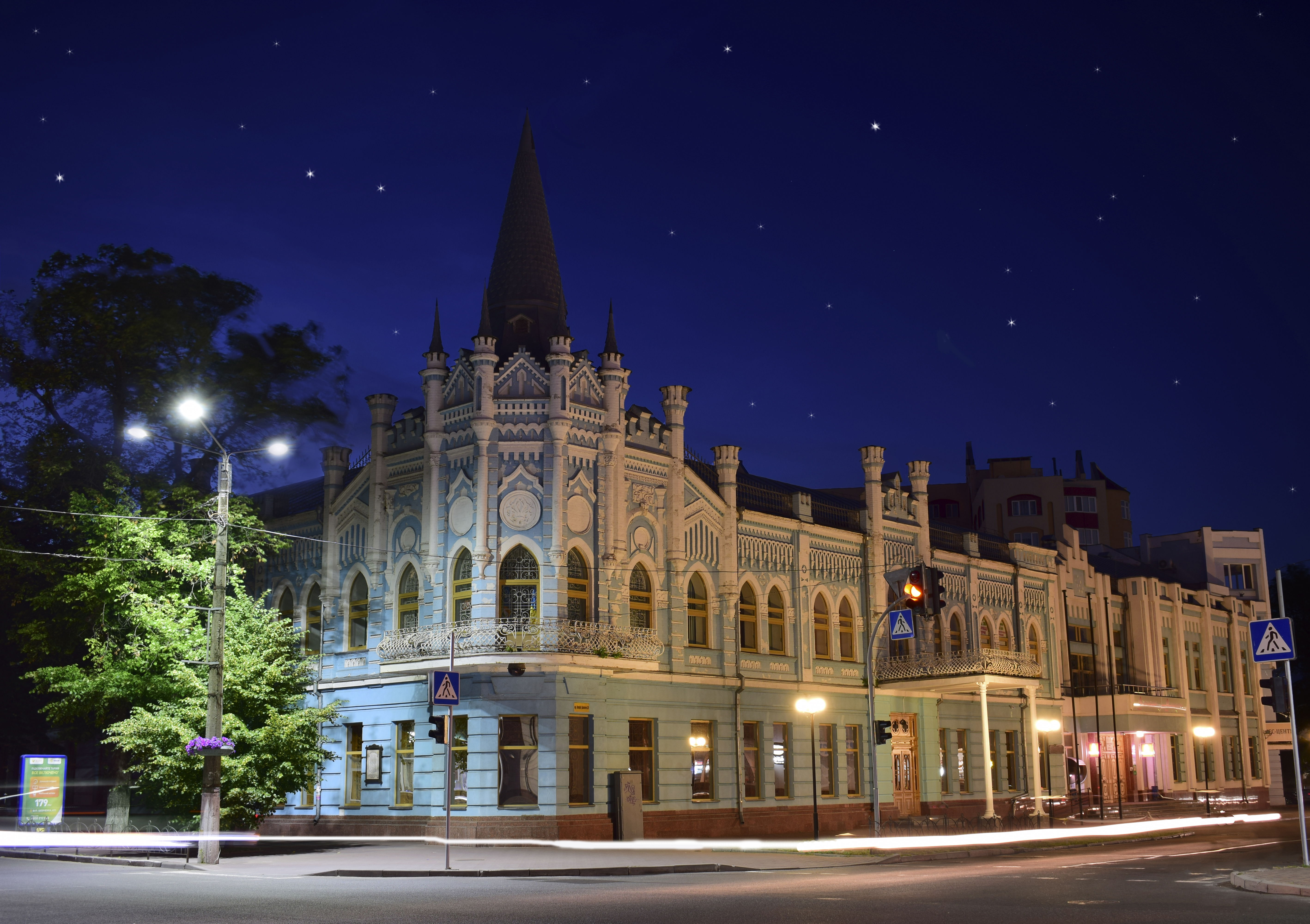
Вигляд з боку Національного банку
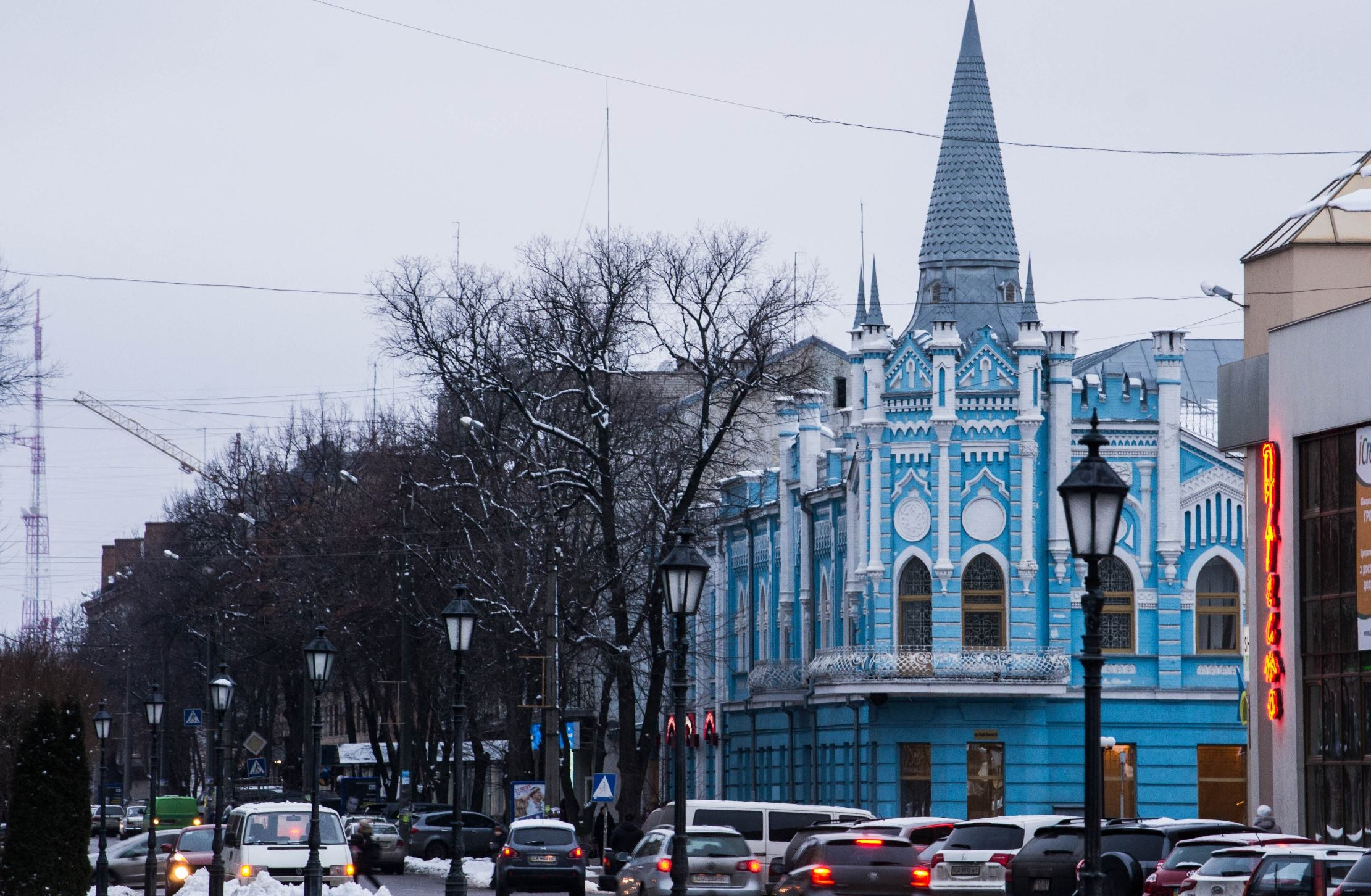
Вигляд з боку філармонії
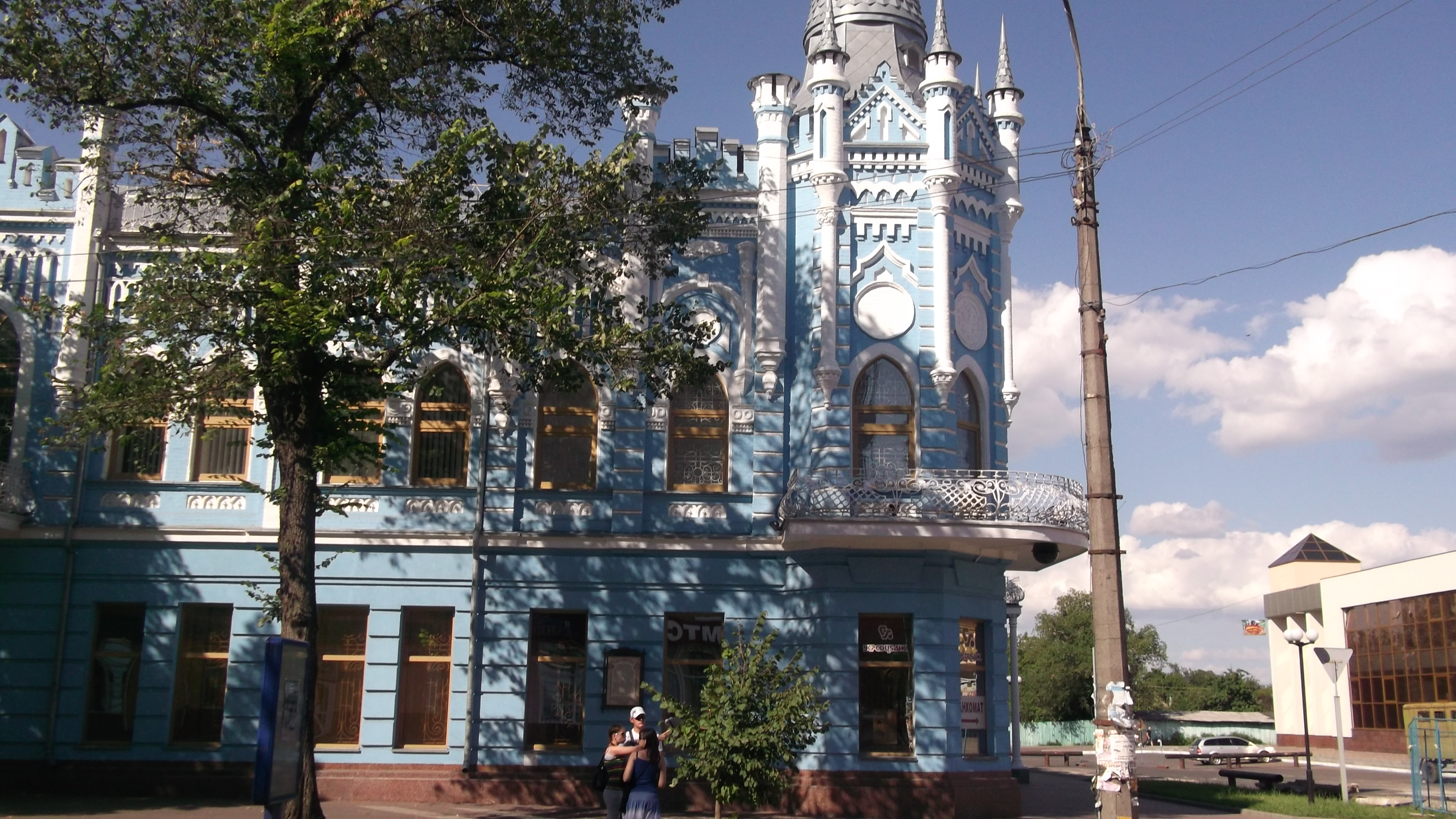
Вигляд з іншої сторони Хрещатика
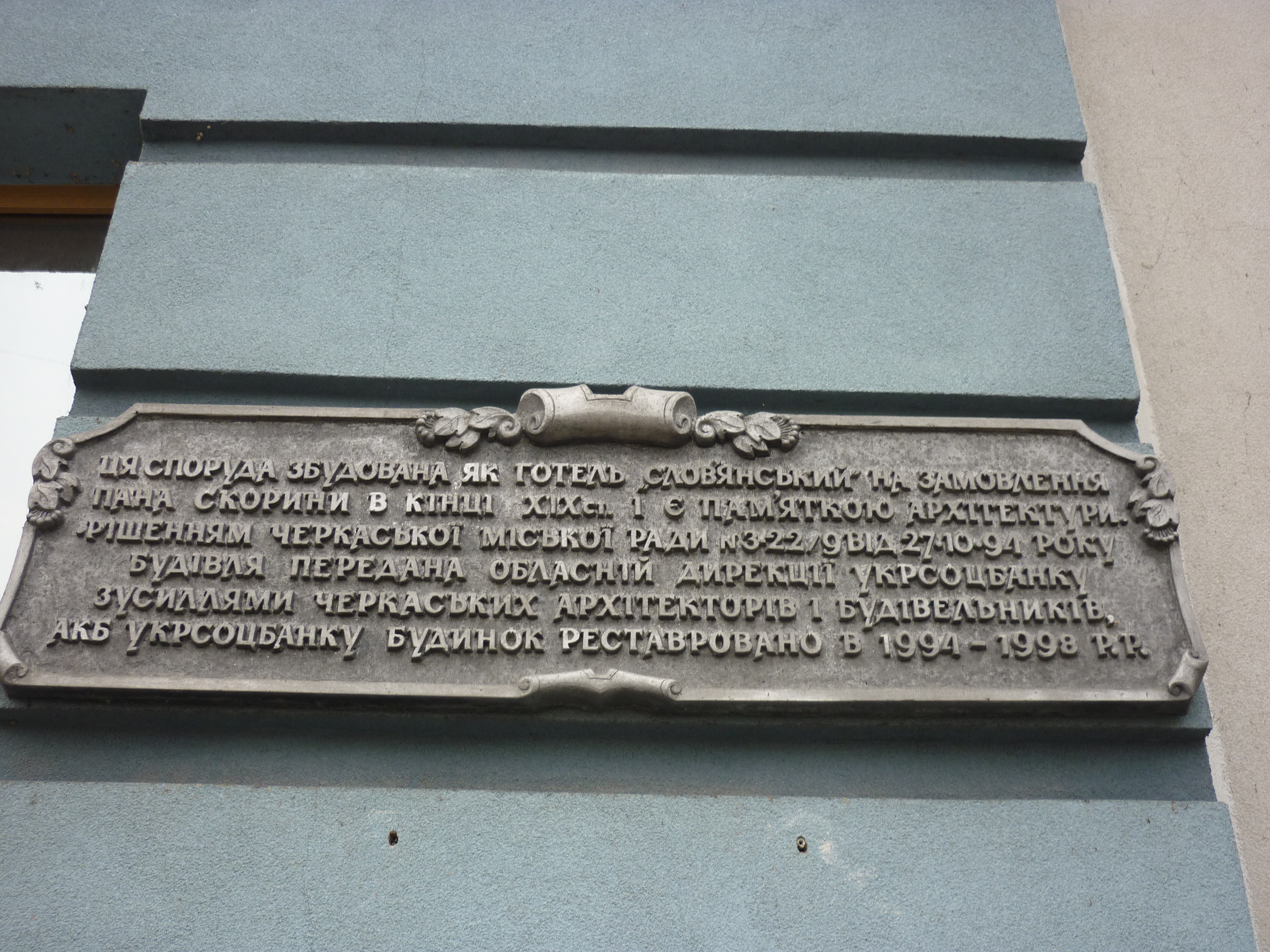
Табличка про реконструкцію
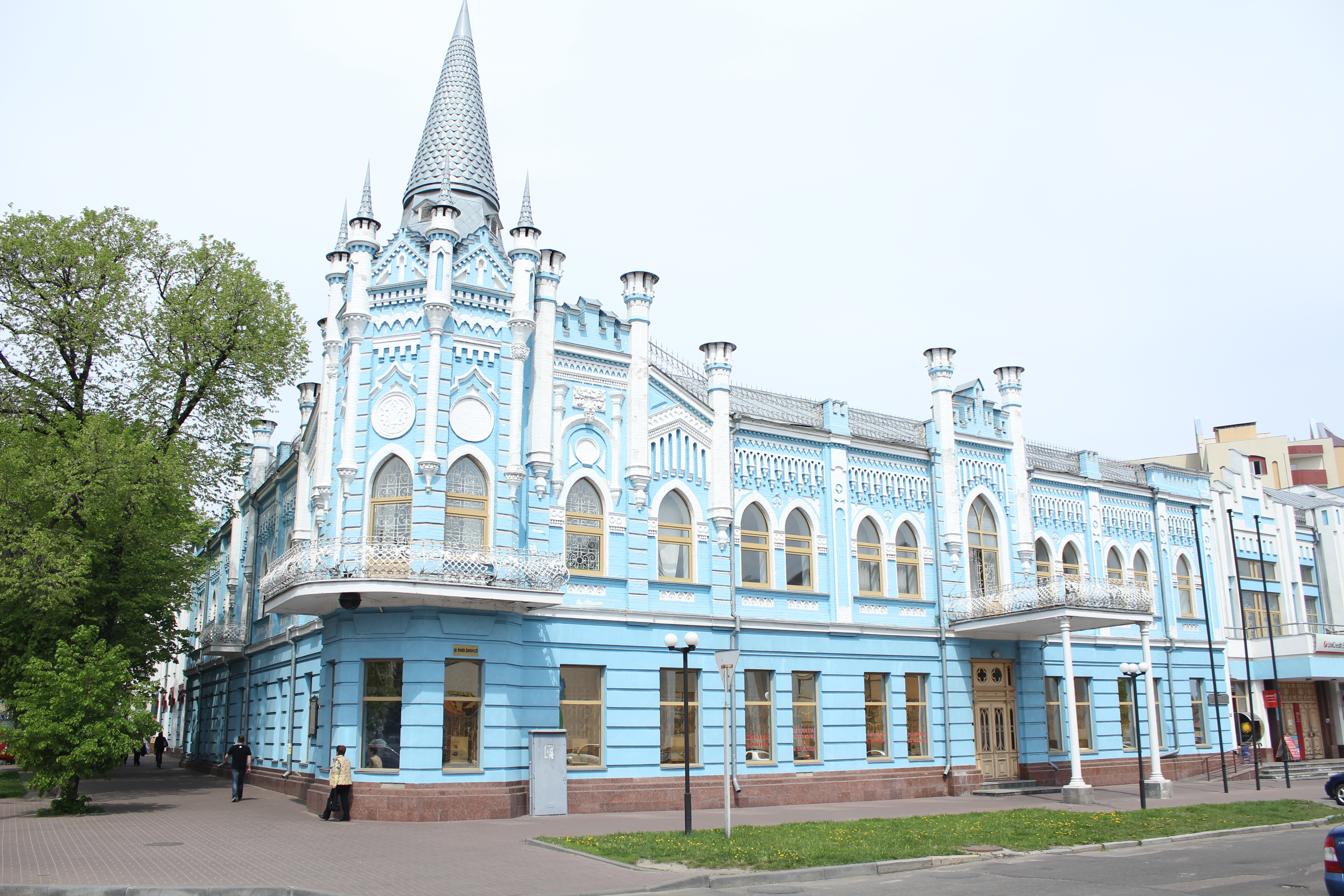
Навесні 2015 року
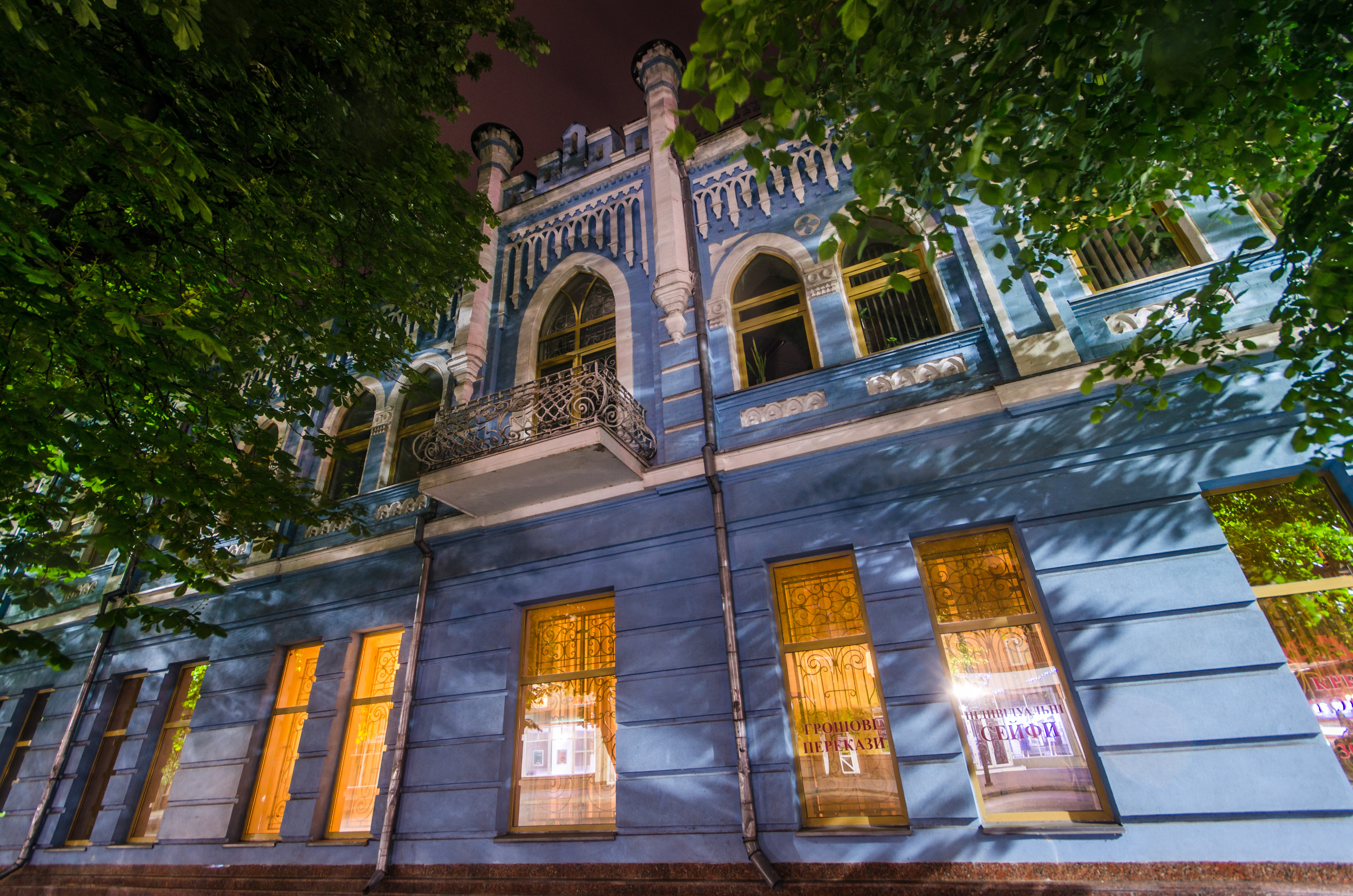
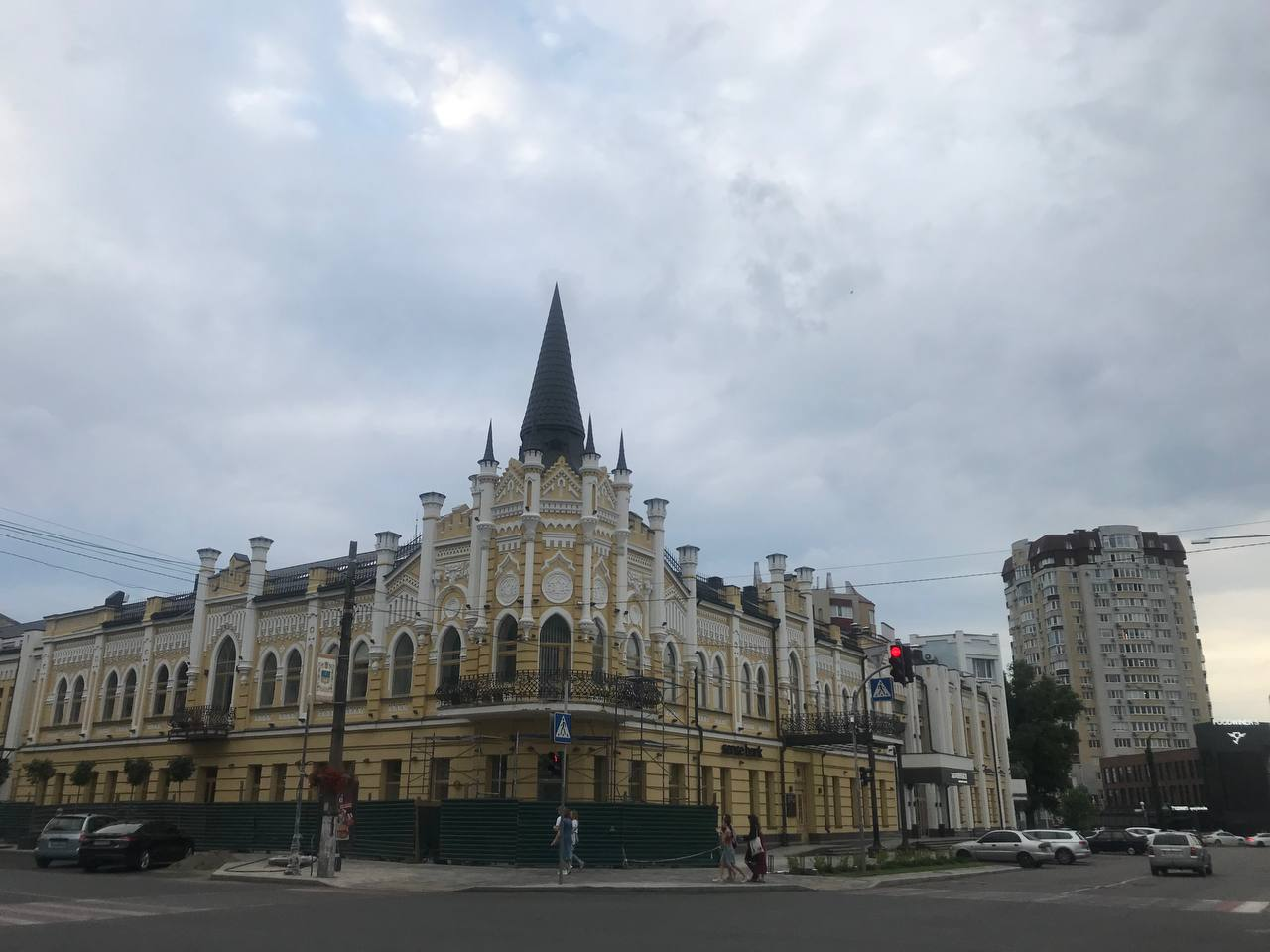
Блакитний палац після реставрації (2024 р.)
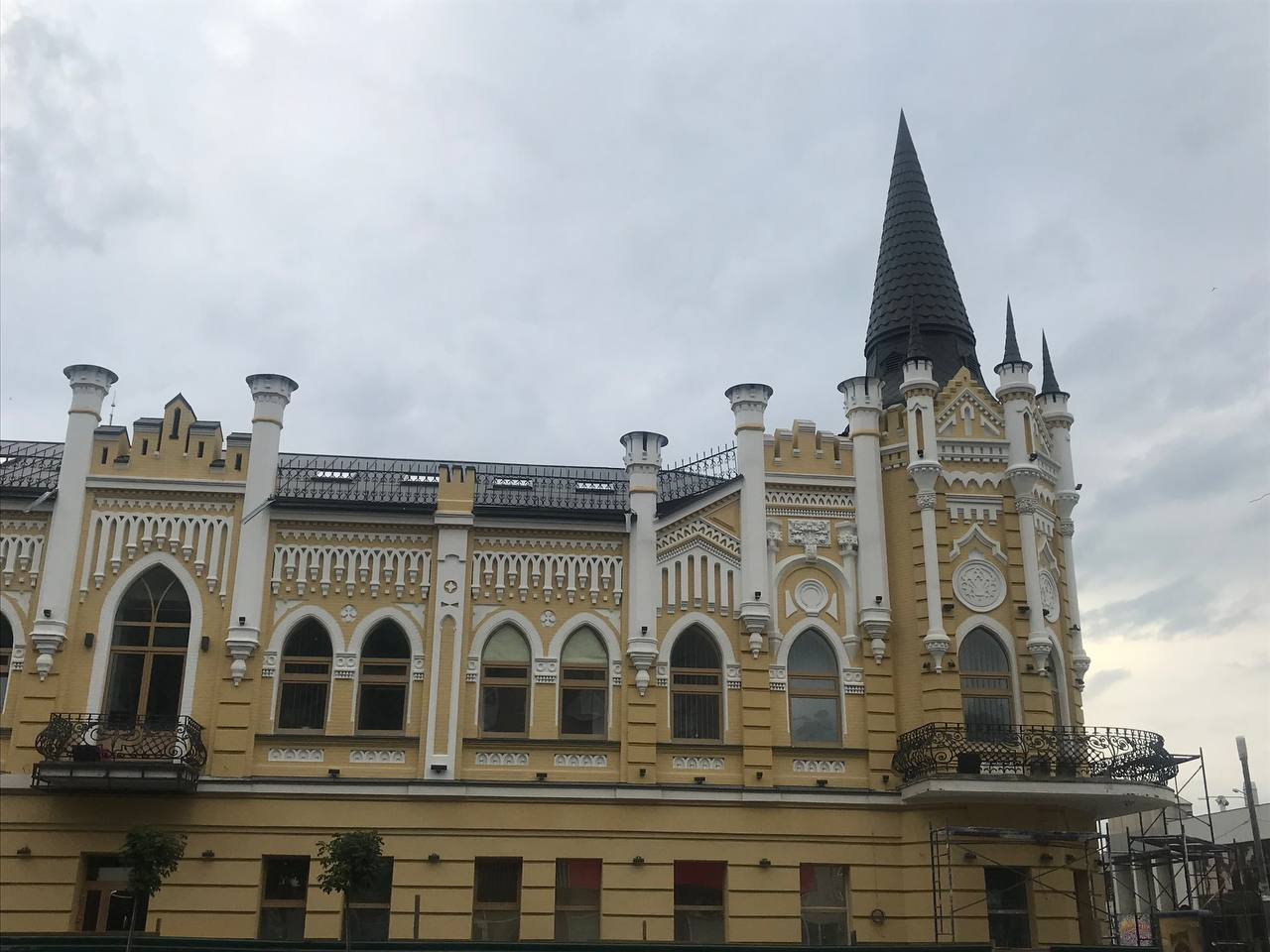
Блакитний палац після реставрації (2024 р.) - вид з вулиці Хрещатик